# American Basketball League (1996–1998)
Die American Basketball League (ABL) war eine von 1996 bis 1998 bestehende Damen-Basketball-Profiliga in Nordamerika.
Die ABL wurde fast gleichzeitig mit der Women’s National Basketball Association (WNBA) gegründet. Grund für diese Gründung war die große Nachfrage nach einer Damen-Basketball-Profiliga seit dem Gewinn der Goldmedaille des Damen-Basketballteams bei den Olympischen Sommerspielen 1996 in Atlanta.

## Mannschaften
| Mannschaft           | Spielbetrieb (Anzahl der Saisons) |
| -------------------- | --------------------------------- |
| Atlanta Glory        | 1996 bis 1998 (2)                 |
| Chicago Condors      | 1998 (1)                          |
| Colorado Xplosion    | 1996 bis 1998 (3)                 |
| Columbus Quest       | 1996 bis 1998 (3)                 |
| Long Beach Stingrays | 1997 bis 1998 (1)                 |
| Nashville Noise      | 1998 (1)                          |
| New England Blizzard | 1996 bis 1998 (3)                 |
| Portland Power       | 1996 bis 1998 (3)                 |
| Philadelphia Rage    | 1996 bis 1998 (2)                 |
| San Jose Lasers      | 1996 bis 1998 (3)                 |
| Seattle Reign        | 1996 bis 1998 (3)                 |

## ABL versus WNBA
Die ABL begann ihre erste Profisaison fast ein Jahr vor der WNBA. Des Weiteren konnte sich die ABL einen Großteil des US-amerikanischen Damen-Basketballteams der Olympischen Spiele 1996 sichern. Die meisten jungen Spielerinnen entschieden sich aufgrund der höheren Gehälter für die ABL anstatt für die WNBA. Dadurch konnte die ABL auch ein höheres Niveau als die WNBA aufweisen.
Die ABL hatte zwar sportlich gesehen einen Vorteil gegenüber der WNBA, jedoch wurde die WNBA von der NBA gegründet und unterstützt, so dass sie einen klaren finanziellen und kommerziellen Vorteil gegenüber der ABL hatte. Die ABL musste wegen fehlender finanzieller Mittel den Spielbetrieb bereits nach zwei Saisons wieder einstellen.
Nachdem die Liga aufgelöst wurde, wechselten die meisten Spielerinnen in die WNBA, die heute als die mit Abstand stärkste und populärste Damen-Basketball-Liga der Welt gilt.